# Damdindschawyn Bandi
Damdindschawyn Bandi (mongolisch Дамдинжавын Банди, englisch Damdinjavyn Bandi, wiss. Transliteration Damdinžavyn Bandi; * 25. Februar 1942, Teschig, Bulgan-Aimag; † 10. Januar 2018) war ein mongolischer Boxer.

## Sport
Damdindschawyn Bandi trat bei den Olympischen Sommerspielen 1972 in München und den 1976 in Montreal an. Im Weltergewichtsturnier 1972 schied er im Achtelfinale gegen den späteren Silbermedaillengewinner János Kajdi aus Ungarn aus. Vier Jahre später schied er im Weltergewicht im Zweitrundenkampf gegen Mike McCallum aus. Bei den Asienmeisterschaften 1975 in Yokohama gewann er Silber.